# Hans Schürer
Hans Schürer (* 24. September 1911 in München; † 25. März 1996 ebenda) war ein deutscher Fotograf.

## Leben
Der Sohn eines Arbeiters in der Porzellanmanufaktur Nymphenburg schloss seine Ausbildung als Lithograf bei der Firma Müller und Sohn im Münchner Buchgewerbehaus ab. Da er sich seit seinem 12. Lebensjahr für die Fotografie begeisterte, war er viel mit einer alten Plattenkamera, später mit einer Leica Camera unterwegs. Bei Kriegsbeginn meldete er sich freiwillig zu einer Propagandakompanie im Westfeldzug. Anschließend wurde er beim Überfall auf Polen eingesetzt, beobachtete die Leningrader Blockade und nahm an der Ardennenoffensive teil.
Schürer dokumentierte das Leben der frühen Nachkriegszeit von der Maifeier 1946 mit dem Bürgermeister Thomas Wimmer am Fuße der Bavaria bis zur verfassungsgebenden Versammlung auf Herrenchiemsee, vom ersten Auftritt der Münchner Philharmoniker zu Friedenszeiten in der Großen Aula der Ludwig-Maximilians-Universität bis zur Lebensmittelverteilung für Schwerbeschädigte. Er arbeitete für Das Bayerland, den Ullstein Verlag und den Deutschen Alpenverein, trieb Werbung für Konditoreien und Rasthäuser, zeigte neue Mode, Architektur, porträtierte amerikanische Soldaten und hielt „nebenbei die ganzen Ruinen“ im Lichtbild fest. Er gedachte der Heimkehrer, Evakuierten und Flüchtlingslager. Diese Trauerarbeit legt nahe, sich seines Grabes auf dem Nymphenburger Friedhof zu erinnern.